# Żuławy (osada)
Żuławy (niem. Schönwiese) – dawna osada w Polsce, położona w województwie warmińsko-mazurskim, w powiecie bartoszyckim, w gminie Górowo Iławeckie. W latach 1975–1998 miejscowość administracyjnie należała do województwa olsztyńskiego.
W 1978 r. był to PGR, w sołectwie Bądze. W 1983 roku miejscowość już nie istniała.